# 4colors
4colors – pierwszy japoński album studyjny południowokoreańskiej grupy Mamamoo, wydany 7 sierpnia 2019 roku przez wytwórnię Victor Entertainment.
Ukazał się w trzech edycjach: regularnej (CD) i dwóch limitowanych. Album osiągnął 14 pozycję w rankingu Oricon i pozostał na liście przez 2 tygodnie, sprzedał się w nakładzie ponad 7966 egzemplarzy w Japonii.

## Lista utworów
| CD  | CD                                     | CD      |
| Nr  | Tytuł utworu                           | Długość |
| --- | -------------------------------------- | ------- |
| 1.  | „Starry Night” (Japanese ver.)         |         |
| 2.  | „Be Calm”                              |         |
| 3.  | „Egotistic” (Japanese ver.)            |         |
| 4.  | „SELFISH” (Feat. Seulgi of Red Velvet) |         |
| 5.  | „Wind flower” (Japanese ver.)          |         |
| 6.  | „HELLO”                                |         |
| 7.  | „gogobebe” (Japanese ver.)             |         |
| 8.  | „25”                                   |         |
| 9.  | „Decalcomanie” (Japanese ver.)         |         |
| 10. | „You Don’t Know Me”                    |         |
| 11. | „Sleep Talk”                           |         |
| 12. | „Nadasōsō” (jap. 涙そうそう)           |         |